# 都築電気
都築電気株式会社（つづきでんき）は、東京都港区に本社を置く富士通ディーラーでシステムインテグレーター（メーカー系）。取扱製品はシステムインテグレータとして、ネットワーク製品、通信回線サービス、情報機器、ソフトウェア（CAD、会計システム、人事給与システム、電子カルテ、e-Learningなど）、サポートサービス等、幅広い取り扱いを行っている。

## 沿革
- 1932年 - 都築商店として名古屋で創業
- 1941年 - 都築電話工業株式会社へ改組
- 1947年 - 東京都品川区へ本社移転
- 1958年 - 電算機及び関連機器、部品を販売開始
- 1961年 - 都築電気工業株式会社に商号変更
- 1962年 - 都築通信建設株式会社設立
- 1963年 - 株式を店頭公開
- 1964年 - 札幌都通信工業株式会社設立（現・ツヅキインフォテクノ東日本株式会社北海道支店）
- 1967年 - 東新電機株式会社（現・都築電産株式会社）、都築サービス株式会社（現・ツヅキインフォテクノ東日本株式会社）をそれぞれ設立
- 1969年 - 株式会社都築シーイーセンター設立（現・都築テクノサービス株式会社）
- 1970年 - 株式会社都築ソフトウェア設立
- 1973年 - 南海通信株式会社設立（現・ツヅキインフォテクノ西日本株式会社）
  - 大阪都築テレサービス株式会社設立（現・ツヅキインフォテクノ西日本株式会社）
- 1981年 - OA事業部を設置
- 1982年 - 都築空調株式会社設立（現・都築アメニティ株式会社）
- 1986年 - 東京証券取引所市場第二部へ上場
- 1988年 - 通商産業省認定システムインテグレータを取得
- 1990年 - 東海ツヅキエンジニアリング株式会社設立（現・ツヅキインフォテクノ東日本株式会社）
- 1991年 - 都築電気株式会社に商号変更
- 1993年 - 九州ツヅキエンジニアリング株式会社設立（現・ツヅキインフォテクノ西日本株式会社）
- 1994年 - 東京情報システム株式会社設立（現・都築オフィスサービス株式会社）
- 1996年 - 株式会社都築スタッフサービス設立
- 2011年 - 株式会社ネクストヴィジョンの株式を取得
- 2012年 - 都築電産株式会社を合併
- 2020年 - 東京証券取引所市場第一部へ指定替え
- 2021年 - 都築電気株式会社より電子デバイス部門を独立、分社化。都築エンベデッドソリューションズ株式会社(現・株式会社 レスターエンベデッドソリューションズ)設立

## 事業所
- 本社：東京
- オフィス：札幌、旭川、仙台、府中、小山台、横浜、水戸、川崎、名古屋、静岡、浜松、豊田、大阪、福岡

## 資格・許可
- 経済産業大臣認定システムインテグレータ（登録番号（関）20110033）
- 国土交通大臣許可特定建設業（特－22　第4226号　電気通信工事業・電気工事業）
- 総務大臣届出電気通信事業者（届出番号A-06-918）
- 財団法人日本科学技術連盟認定　ISO9001：2000（登録番号 JUSE-RA-384）
- 株式会社日本環境認証機構認定　ISO14001：2004（登録番号　EC05J0063）

## 所属スポーツ選手
- 稲見萌寧（女子プロゴルファー）2019年 - 2022年[1][2]（2022年以降はスポンサー契約）
- 石坂友宏（男子プロゴルファー）2022年 -[3]

## 関連会社
- 連結子会社

都築テクノサービス株式会社
株式会社都築ソフトウェア
都築クロスサポート株式会社
株式会社コムデザイン